# Lago di Viverone
Il lago di Viverone (Lagh dël Vivron in piemontese) è il terzo lago più grande del Piemonte, in Italia, situato tra l'estrema parte nord-orientale del Canavese (Eporediese orientale) e l'estrema parte meridionale del Biellese; prende il nome dall'omonimo comune a cui prevalentemente appartiene.

## Collocazione geografica
È situato nella parte sud-orientale della Serra morenica di Ivrea, e si trova a 230 metri sul livello del mare. Per la maggior parte della sua estensione, lo specchio d'acqua ricade in provincia di Biella, sotto il comune di Viverone; la sua parte occidentale ricade nella città metropolitana di Torino, sotto il comune di Azeglio. Per quanto riguarda le sponde, la costa nord-occidentale appartiene al comune di Piverone (Lido di Anzasco), mentre zone paludose si estendono a ovest e a sud-ovest fino alla torbiera di Moregna, nei comuni di Azeglio e Borgo d'Ale, in provincia di Vercelli. Dista circa 16 chilometri da Ivrea (Città metropolitana di Torino), 14 km da Santhià (provincia di Vercelli) e 23 km da Biella.

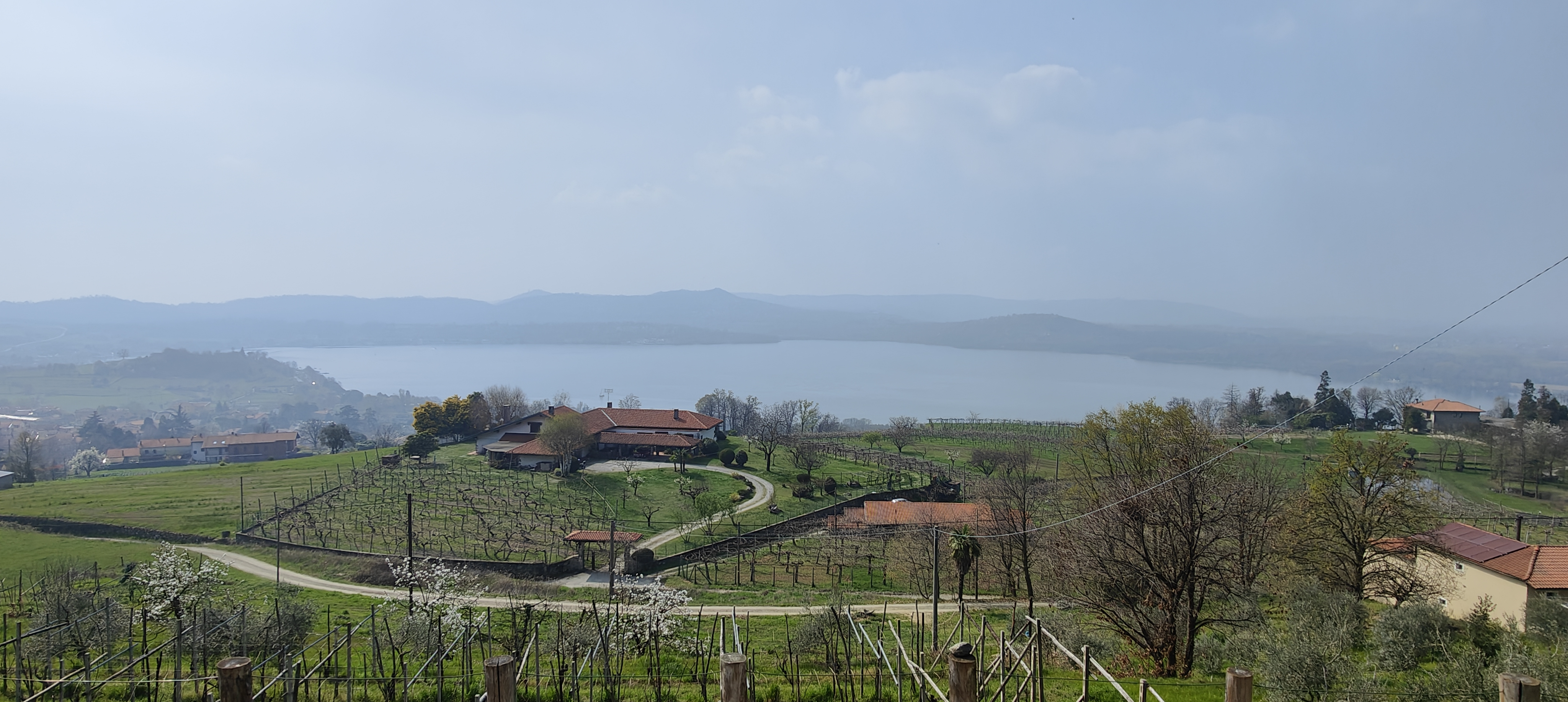
Panoramica del lago visto da regione Rolle

## Caratteristiche

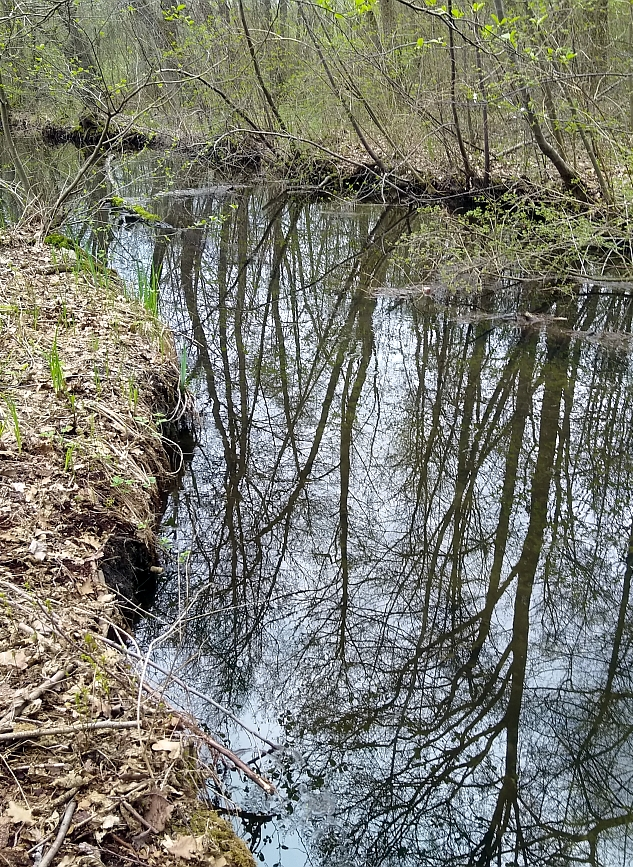
La Roggia Fola

Il lago di Viverone è di origine glaciale, fa parte dell'Anfiteatro morenico di Ivrea, e si è formato durante l'era quaternaria (così come i tanti laghi a ridosso delle Alpi). È alimentato oltre che da acque sotterranee anche da alcuni piccoli immissari e ha come emissario la Roggia Fola, un ramo della Roggia Violana. Il nome Fòla (in piemontese matta) fa riferimento alla diceria che il corso d'acqua invertirebbe di tanto in tanto la direzione del proprio flusso idrico trasformandosi da emissario in immissario. Tale fenomeno è stato smentito da uno studio dell'ARPA-Piemonte, che ha rilevato flussi costantemente in uscita dal lago. Oltre che importante risorsa ittica e turistica, il lago di Viverone è un importante sito archeologico di reperti preistorici dell'età del bronzo. Nel 2005 è stato riconosciuto sito di interesse comunitario dal nome Lago di Viverone (codice: IT1110020).
La sua superficie di 5,72 km² ne fa quindi il terzo lago più grande del Piemonte; la sua profondità massima è di 50 metri, mentre la lunghezza è di 3.470 m, la larghezza massima di 2.550 m.

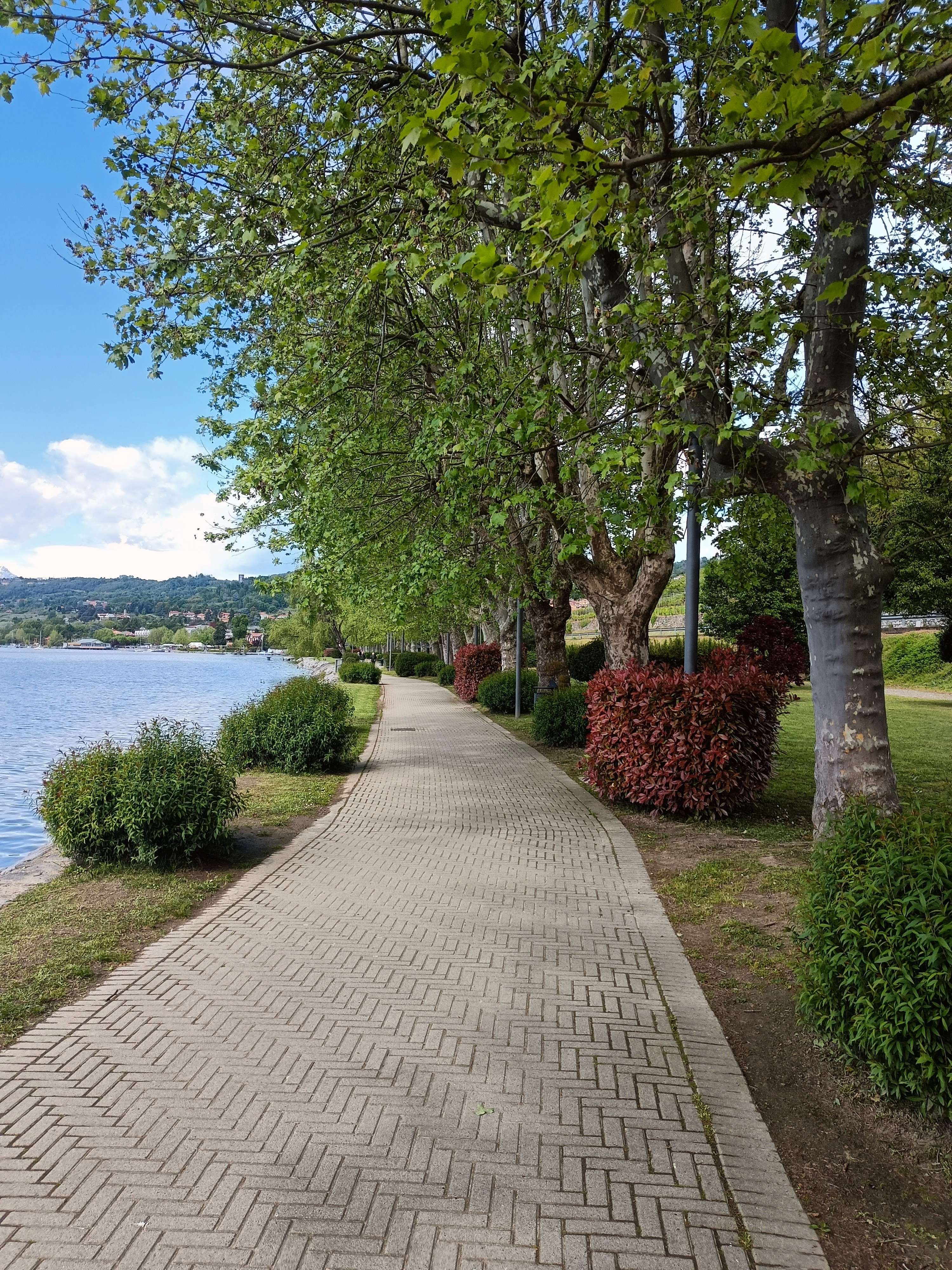
Percorso pedonale del lago

Il suo perimetro totale misura 13,06 km, ma non è totalmente percorribile; la parte sud-occidentale risulta interrotta, in quanto molto selvaggia, ricca di vegetazione e di boschi planiziali.
La parte settentrionale e orientale, invece, è più urbanizzata, con maggior presenza di attività legate al turismo (bar, gelaterie, alberghi, camping, spiagge).

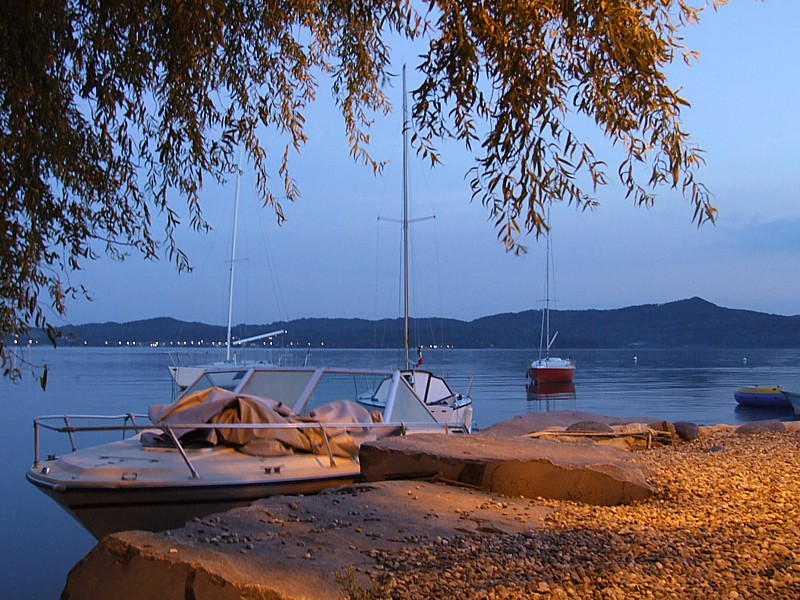
Imbarcazioni

Una linea di navigazione di recente istituzione unisce i porti di Viverone Lido, frazioni Masseria, Comuna e Anzasco; nelle stagioni calde, il fiorente turismo ha incentivato anche la navigazione puramente turistico-paesaggistica.
È spesso frequentato per varie escursioni di turisti provenienti dal Biellese, Vercellese, Canavese e Valle d'Aosta, soprattutto come passaggio obbligato sul percorso pedemontano della via Francigena.

## Storia
L'interesse archeologico di Viverone risale al ritrovamento di resti di monili, armi e ciottoli vari, appartenenti a popolazioni preistoriche, che vivevano in villaggi palafitticoli risalenti all'Età del bronzo (1500-1450 a.C. e 1050-1000 a.C.), nel cosiddetto periodo fittile. Le prime indagini furono portate avanti tra il 1965 e il 1976 da Guido Giolitto, ispettore onorario per l'archeologia subacquea. Successivamente, la Soprintendenza archeologica del Piemonte avviò, con l'approvazione del Ministero competente, un cantiere archeologico ufficiale. Nel 1996 venne così individuato, presso Cascina Nuova (in frazione Masseria), un primo campo di pali; a questo sito, negli anni seguenti se ne aggiunsero altri, anche sul versante nord-occidentale, esattamente tra zona Porticciolo e Lido di Anzasco, scoperti grazie ai rilievi subacquei effettuati nel corso degli anni ottanta.
L'antico insediamento preistorico subacqueo entrò, nel 2011, nell'elenco del patrimonio dell'umanità (con ID=1363-102) dell'UNESCO.  Probabilmente, un clima più temperato e l'uso di strumenti in bronzo favorirono una crescita demografica anche fuori dal contesto lacustre, ad esempio, presso il vicino laghetto di frazione Bertignano, dove furono rinvenute delle piroghe, ora conservate al Museo di antichità di Torino. Il primissimo nome dato al lago fu grazie a un presidio monastico benedettino del IX secolo, che lo dedicò a San Martino, uno dei santi cari all'Ordine di San Benedetto. Il lago poi, nei secoli cambiò nome più volte, a seconda degli interessi geopolitici dell'epoca: da Lago di Roppolo, di Azeglio, quindi definitivamente di Viverone.
Secondo un'antica leggenda, il lago sarebbe stato infestato da un drago volante, che appariva spesso sulle sue rive seminando morte nell'abitato, ma fu sconfitto intorno all'anno Mille da san Bonomio secondo quanto riferito dal maestro sacerdote Carlo Benedetto.

## Stato ambientale
Lo stato ambientale del lago è problematico, soprattutto a causa della lentezza del ricambio delle sue acque, il cui tempo medio è stato stimato attorno ai 30-35 anni.
Il lago è ritornato quasi completamente balneabile nel 2008, dopo vari anni durante i quali questo utilizzo era stato proibito, a causa dell'inquinamento.
Anche nel 2013 il lago era nel suo complesso balneabile, pure in presenza di episodi di inquinamento di tipo localizzato.
Per raggiungere una qualità davvero ottimale delle acque è in corso di attuazione un progetto di bonifica con il rifacimento del collettore che circonda il lago e dei relativi sfioratori, il cui completamento dovrebbe in breve portare a un progressivo e definitivo miglioramento della situazione.
La pesca resta abbondante di coregoni, persici, carpe, tinche, lucci e pesci gatto.

### Avifauna

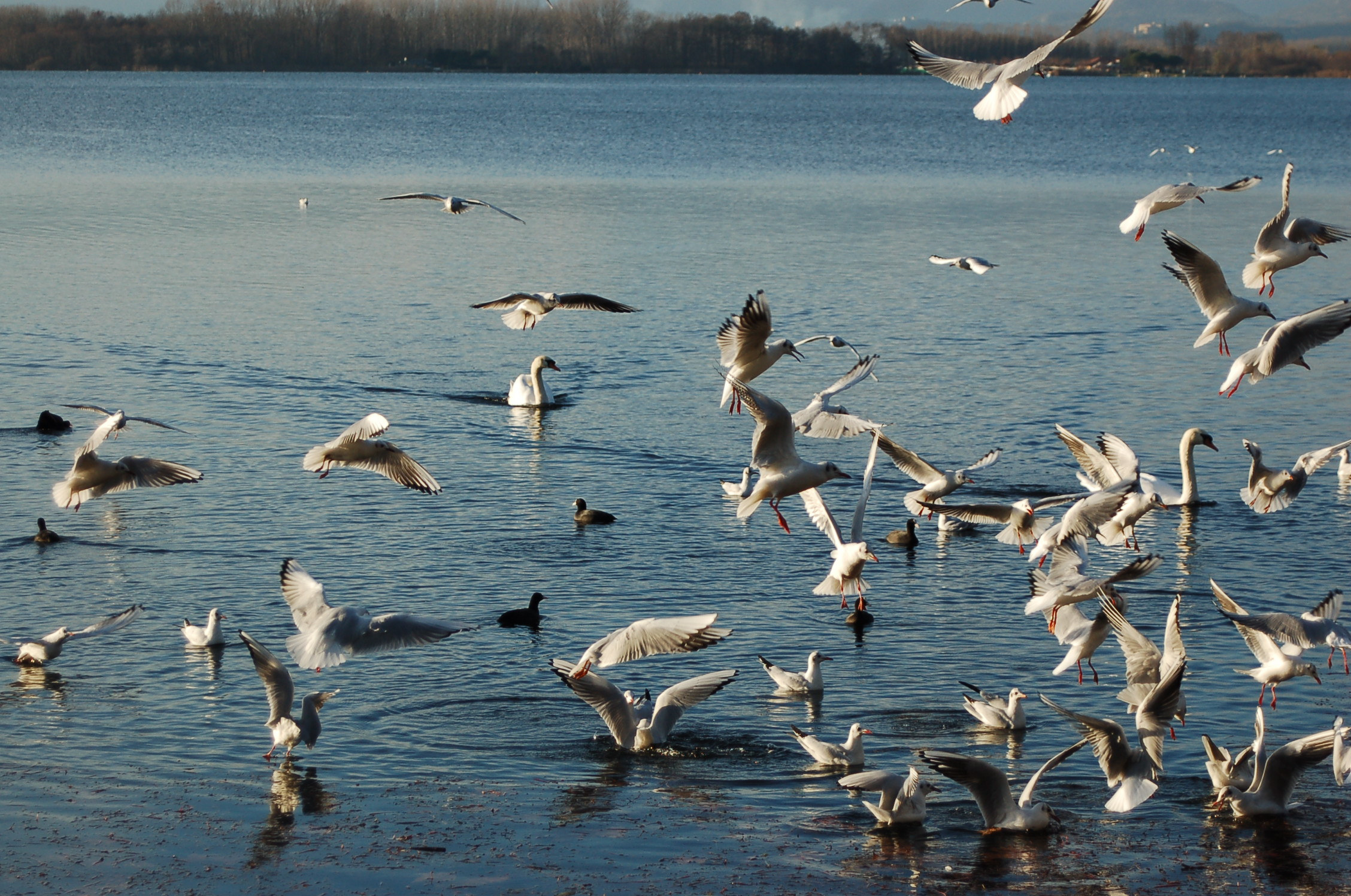
Gabbiani sul lago

Anatre, germani reali, folaghe, svassi e gabbiani formano la maggior parte della avifauna. Durante il periodo invernale e durante i passi migratori si possono osservare anche esemplari di altre specie. La Società del Tarabuso di Ivrea, proprio nei periodi invernali effettua attività di Birdwatching e provvede ad appendere il censimento in apposite tabelle sulle bacheche ubicate a bordo lago.
| Specie                          | Numero Esemplari | Numero Esemplari | Numero Esemplari | Numero Esemplari |
| Specie                          | 23 gennaio 2011  | 15 gennaio 2012  | 14 gennaio 2018  | 12 gennaio 2020  |
| ------------------------------- | ---------------- | ---------------- | ---------------- | ---------------- |
| Strolaga mezzana                | 1                | 0                | 0                | 0                |
| Svasso maggiore                 | 247              | 103              | 221              | 126              |
| Svasso cornuto                  | 1                | 0                | 4                | 5                |
| Svasso piccolo                  | 0                | 1                | 59               | 46               |
| Tuffetto                        | 6                | 11               | 13               | 9                |
| Airone cenerino                 | 11               | 4                | 12               | 14               |
| Airone bianco maggiore          | 3                | 0                | 6                | 4                |
| Tarabuso                        | 0                | 0                | 0                | 1                |
| Cormorano                       | 98               | 57               | 89               | 54               |
| Germano reale                   | 1480             | 720              | 850              | 985              |
| Canapiglia                      | 242              | 114              | 64               | 151              |
| Mestolone                       | 0                | 6                | 8                | 2                |
| Fischione                       | 0                | 2                | 5                | 5                |
| Codone                          | 0                | 0                | 0                | 2                |
| Moretta                         | 1                | 1                | 46               | 28               |
| Moriglione                      | 0                | 0                | 3                | 3                |
| Smergo maggiore                 | 0                | 0                | 2                | 0                |
| Folaga                          | 1344             | 668              | 1590             | 1301             |
| Gallinella d'acqua              | 5                | 1                | 25               | 23               |
| Gabbiano comune                 | 608              | 265              | 330              | 99               |
| Gavina                          | 10               | 5                | 0                | 1                |
| Gabbiano reale mediterraneo     | 10               | 6                | 12               | 19               |
| Zafferano (gabbiano nordico)    | 1                | 0                | 0                | 0                |
| Cigno reale (specie introdotta) | 0                | 3                | 6                | 9                |
| Alzavola                        | 0                | 6                | 2                | 23               |
| Anatra mandarina                | 0                | 1                | 0                | 0                |
| Quattrocchi                     | 0                | 1                | 0                | 0                |
| Pesciaiola                      | 0                | 1                | 0                | 0                |
| Martin pescatore                | 0                | 5                | 4                | 3                |